# Muranów Zachodni
Muranów Zachodni – osiedle mieszkaniowe w Warszawie. Jest położone w rejonie ulic: al. Jana Pawła II, Stawki, Okopowej i Anielewicza. Współcześnie położone na terenie obszaru MSI Nowolipki.

## Opis
Osiedle powstało w latach 1949–1967 według projektu Tadeusza Mrówczyńskiego z zespołem. Na 38,4 ha powstało 5400 mieszkań, 4 szkoły, 2 przedszkola, żłobek, przychodnia lekarska oraz 40 lokali handlowo-usługowych. Było pierwszym osiedlem w Polsce budowanym w technologii Ramy H.